# Престол

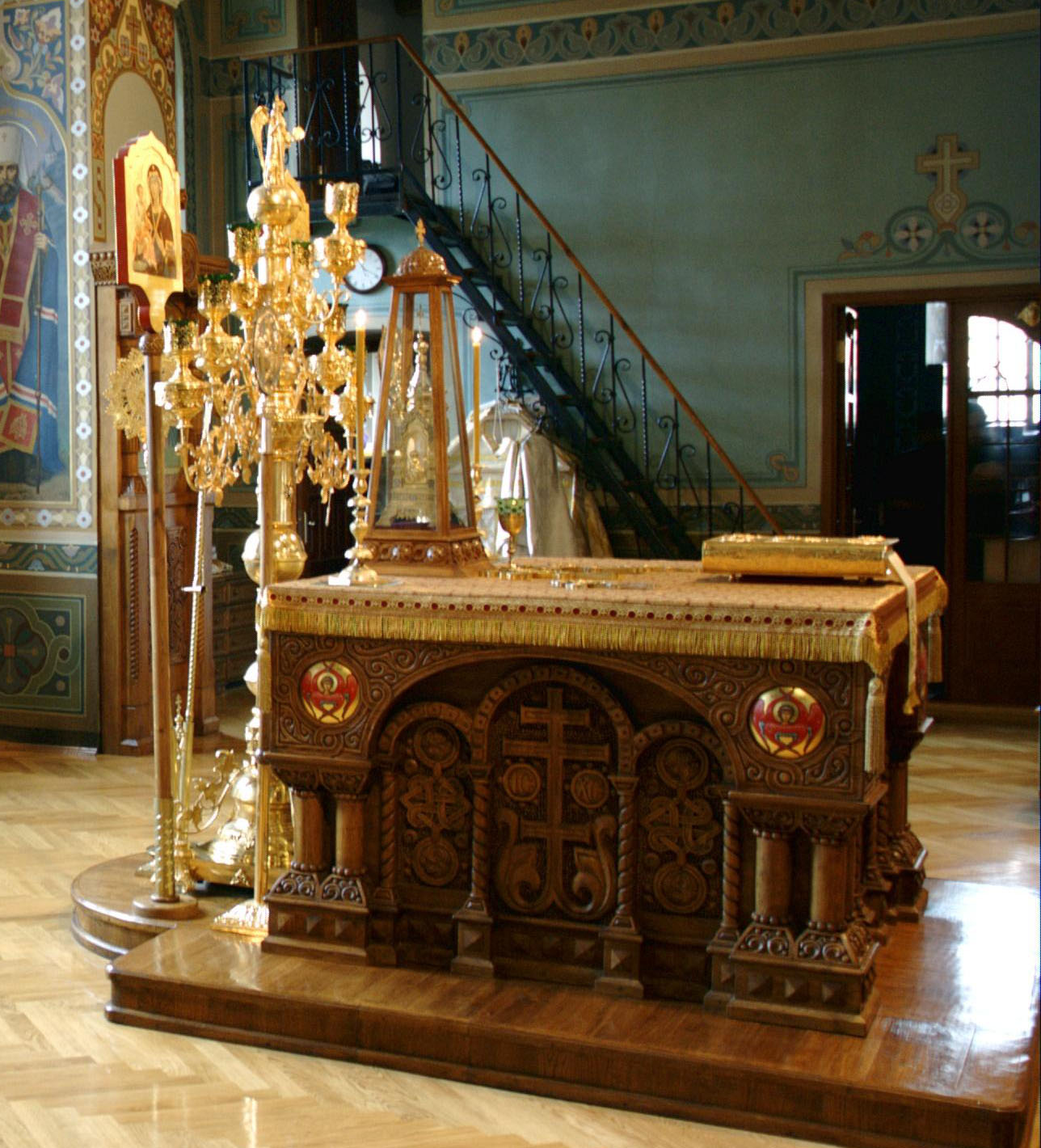
Престол у головному вівтарі Троїцької церкви Іонинського монастиря

Престо́л, розм. престі́л, рідше тра́пеза, трапе́за (від грец. Αγία Τράπεζα — «Велика Трапеза») — нерухомий чотирикутний стіл у центрі вівтаря храмів візантійського обряду (православних і греко-католицьких), на якому здійснюється таїнство євхаристії. Відповідає католицькому вівтарю. 

## Будова
Престол зроблений з дерева або каменю, має висоту близько одного метра. Покривається двома облаченнями: нижнє лляне називається катасаркій або сорочиця (воно символізує плащаницю), а верхнє парчове — індитія або індитіон (вона символізує багряницю Ісуса як Царя слави).
У престол покладають в особливій скриньці (так званому ковчежці) частинку мощей святих. Ця традиція йде від звичаю ранніх християн правити літургію на могилах мучеників — як символ того, що церква заснована на Крові Христовій, а через нього і на крові мучеників.
На поверхні престолу покладають антимінс, Євангеліє, напрестольний хрест (іноді два) і дарохранильницю. У соборах і в інших великих церквах над престолом влаштовують балдахін — ківорій. Також є пелена, що покриває всі предмети на престолі в проміжках між богослужіннями.

### Дерев'яні престоли
Дерев'яні престоли можуть будувати і на одному стовпі. Це в такому разі означає Єдиного в Суті Своїй Бога. Дерев'яні престоли можуть мати бічні стінки. Часто в таких випадках ці площини оформляються прикрашеними окладами із зображенням священних подій і написами. В такому випадку одяг на престоли не вдягають. Самі оклади ніби замінюють собою індитію. Але при всіх видах будови — престол зберігає чотирикутну форму і свої символічні значення.

## Престоли в перших століттях християнства
У катакомбах престолами служили кам'яні гробниці мучеників. В древніх храмах престоли часто робилися кам'яними, причому бічні стінки їх зазвичай прикрашалися священними зображеннями і написами. 

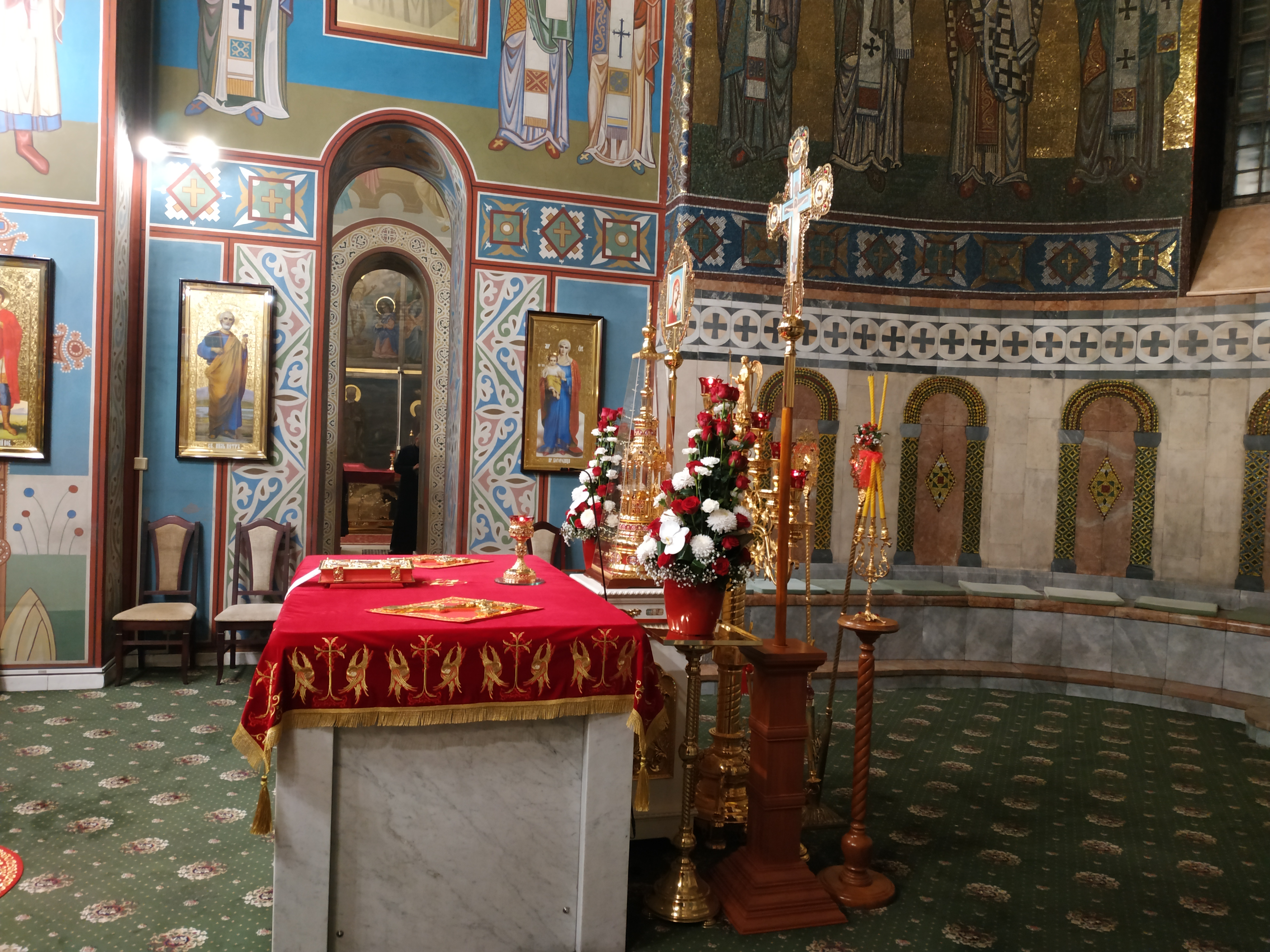
Престол з червоною індітією у Михайлівському Золотоверхому соборі (Київ)

## Символізм
Престол для храму — те саме, що Церква для світу. Престол православного храму знаменує собою нематеріальний Престол Пресвятої Трійці, Бога — Творця і Промислителя всього сущого, усього всесвіту.
Престол, як знамення єдиного Бога Вседержителя, що є осередком і центром будь-якого створеного буття, повинен розташовуватися тільки в центрі вівтарного простору, окремо від усього. Притуляння престолу до стіни, якщо це не викликано будь-якою крайньою необхідністю (наприклад, надмірно малими розмірами вівтаря), означало б змішання, злиття Бога з Його творінням, що спотворює вчення про Бога.
Чотири сторони престолу відповідають чотирьом сторонам світу, чотирьох пір року, чотирьох періодів доби (ранок, день, вечір, ніч), чотирьом ступенями області земного буття (нежива природа, рослинний світ, тваринний світ, людський рід). Престол знаменує собою також Христа Вседержителя. У цьому випадку чотирикутна форма престолу означає Четвероєвангеліє, що містить всю повноту вчення Спасителя, і те, що всі чотири сторони світу, всі люди, закликаються до спілкування з Богом в Святих Таїнах, бо Євангеліє проповідується, по слову Спасителя, «по цілому світові, на свідоцтво всім народам» (Мф. 24, 14).
Чотири сторони престолу знаменують також властивості особистості Ісуса Христа: він був Великої ради Ангел, Жертвою за гріхи людського роду, Цар світу, Досконала Людина. Ці чотири властивості Ісуса Христа відповідають чотирьом таємничим істотам, яких бачив святий Іоанн Богослов на Престолі Христа Вседержителя в храмі небесному. У храмі небесному були: телець — символ жертовної тварини; лев — символ царської влади і сили; людина — символ людської природи, в якій відображено образ і подобу Божу; орел — символ вишній, горній, ангельської природи. Ці символи засвоєні в Церкві і чотирьом євангелістам: Матвію — людина, Марку — лев, Луці — телець, Іоанну — орел.
Святий престол знаменує собою Гроб Господа Ісуса Христа, в якому покоїлося Його Тіло до моменту Воскресіння, а також і Самого Господа, що лежить у Гробі.
Таким чином, престол поєднує в собі два основних уявлення: про смерть Христа ради нашого спасіння і про царствену славу Вседержителя, що сидить на наднебесному Престолі.

### Чин освячення престолу
Спогади про Мойсеєву скинію і Соломоновий храм в молитвах на освячення храму і престолу покликані засвідчити духовне виконання в Новому Завіті старозавітних прообразів і боговстановленність священних предметів храму.

## Церковний устав
Православна і католицька церква вважає престол святим і тому доторкатися до нього і до предметів, що на ньому лежить, дозволяється лише єпископам, священикам і дияконам. Простір від царських врат вівтаря до престолу, знаменує собою входи і виходи Самого Господа Бога, єпископам, священикам і дияконам дозволено перетинати лише в міру богослужбової необхідності. Престол обходять зі східного боку, повз Горішнього місця.